# Menhir de Peyrolado
Le menhir de Peyrolado, menhir des Palets d’en Rotllan, menhir de Peyrelada, menhir de Touix ou encore menhir de Touch est un menhir disparu qui était situé à Saint-Paul-de-Fenouillet, dans le département français des Pyrénées-Orientales.